# Star Wars: Visions
Star Wars: Visions is een anime-anthologieserie gemaakt voor de Amerikaanse streamingdienst Disney+. De serie, geproduceerd door Lucasfilm Animation, bestaat uit negen korte films geproduceerd door zeven Japanse animatiestudio's, Kamikaze Douga, Studio Colorido, Geno Studio, Trigger, Kinema Citrus, Production IG en Science SARU, die elk hun eigen originele verhalen vertellen op basis van het Star Wars-universum. De serie ging in première op 22 september 2021 en heeft over het algemeen positieve recensies ontvangen.

## Opzet
Star Wars: Visions is een verzameling korte animatiefilms (anime) gepresenteerd door "de lens van 's werelds beste anime-makers" die een nieuw, divers perspectief op Star Wars biedt.
In de serie werden er een aantal nieuwe personages in het Star Wars-universum geïntroduceerd. Uit de eerste aflevering, The Duel, kwam het personage Ronin voort, een voormalige Sith, en nu een eenzame zwerver. Tatooine Rhapsody, een musical aflevering, introduceerde Jay, een Force-gevoelige Jedi Padawan en zanger, en Geezer, een Hutt muzikant voor en na de Clone Wars. In de tweede aflevering kwamen ook Jabba the Hutt en Boba Fett voor, met de oorspronkelijke acteur Temuera Morrison. The Twins bevatte het debuut van de Force-gevoelige tweeling Karre en Am. De vierde aflevering, The Village Bride, introduceerde ''F'', een gevallen Jedi, Haru, Asu, Valco, Izuma en Saku.
In The Ninth Jedi verschenen de personages Markgraaf Juro, de Jedi heerser van de planeet Hy Izlan, de Jedi Ethan, de lightsabersmid Lah Zhima en Zhima's dochter Lah Kara, die ook Force-gevoelig is. De zesde aflevering, T0-B1, introduceerde T0-B1, een droid die ervan droomt een Jedi te worden, en zijn armloze schepper Professor Mitaka. The Elder bevatte de introductie van Tajin en zijn Padawan Dan, en de mysterieuze man op een geïsoleerde planeet, The Elder. Aflevering 8, Lop and Ochō, introduceerde een konijnachtige buitenaardse slavin genaamd Lop, de clanleider van de planeet Tau genaamd Yasaburo en zijn dochter Ochō. De laatste aflevering, Akakiri, bevatte het debuut van de Jedi Tsubaki, zijn oude liefde Misa, een prinses, haar tante Masago en de gidsen Senshuu en Kamahachi.

## Productie

### Ontwikkeling
Op 10 december 2020 werd Star Wars: Visions aangekondigd als een anime-anthologiereeks was van tien korte films van verschillende animatiestudio's in het Star Wars-universum. De serie werd voor het eerst laten zien door producer Kanako Shirasaki en de uitvoerende producenten op Anime Expo Lite in juli 2021. Tijdens het evenement werd onthuld dat het aantal afleveringen was afgenomen van tien naar negen, omdat de vijfde aflevering van de serie The Ninth Jedi oorspronkelijk begon met de ontwikkeling als twee films, voordat ze later werden gecombineerd om iets op grotere schaal te maken.
Star Wars: Visions-verhalen waren niet verplicht om zich te houden aan de vastgestelde Star Wars-tijdlijn:
''We wilden deze studio's echt een brede creatieve ligplaats geven om al het fantasierijke potentieel van het Star Wars-universum te verkennen door de 'unieke lens' van anime. We realiseerden ons dat we wilden dat deze zo authentiek mogelijk waren voor de studio's en makers die ze maken, gemaakt door hun unieke proces, in een medium waar ze zulke experts in zijn. Dus het idee was; Dit is hun visie die alle elementen van het Star Wars-universum die hen inspireerde, afwerkt, hopelijk om een echt ongelooflijke anthologiereeks te maken, in tegenstelling tot alles wat we eerder in het Star Wars-universum hebben gezien.''- James Waugh
Het verhaal van The Duel werd specifiek aangekondigd als "een alternatieve geschiedenis getrokken uit de Japanse mythologie". Lop and Ochō speelt zich af tijdens het bewind van het Galactische Keizerrijk tussen Revenge of the Sith en A New Hope. The Elder speelt zich ergens voor The Phantom Menace af terwijl The Twins "overblijfselen van het keizerlijke leger" betreft na de gebeurtenissen van The Rise of Skywalker. The Ninth Jedi onderzoekt wat er van de Jedi Knights is geworden na The Rise of Skywalker.

### Muziek
In juli 2021 werd bekend dat Kevin Penkin de score voor The Village Bride zal componeren en Michiru Ōshima voor The Twins en The Elder, terwijl Yoshiaka Dewa de score componeerde voor Lop en Ochō en Tatooine Rhapsody. Keiji Inai componeert de score voor The Duel, A-bee en Keiichiro Shibuya componeren de score voor T0-B1, U-Zhaan componeert de score voor Akakiri, en Nobuko Toda en Kazuma Jinnouchi componeren de aflevering The Ninth Jedi.

## Release
Star Wars: Visions werd op 22 september 2021 uitgebracht op Disney+.
In maart 2021 werd aangekondigd dat Del Rey Books Star Wars Visions: Ronin zal publiceren, een originele roman geschreven door Emma Mieko Candon die voortbouwt op het verhaal van The Duel. Het werd uitgebracht op 12 oktober 2021.

## Ontvangst
De aggregatorwebsite Rotten Tomatoes meldt een score van 96% met een gemiddelde score van 8,2/10, gebaseerd op 49 beoordelingen voor het eerste seizoen. De kritische consensus van de site luidt: "Prachtig geanimeerd en enorm creatief, Visions is een eclectische, maar zeer plezierige verzameling Star Wars-verhalen die het Star Wars-universum nieuw leven inblazen." Metacritic gaf de serie een gewogen gemiddelde score van 79 uit 100 gebaseerd op 14 beoordelingen, wat "over het algemeen gunstige beoordelingen" aangeeft, met een gebruikersscore van 6.3/10.
Aniruddho Chakraborty van Film Companion schreef: "De show van negen afleveringen is niet zozeer gericht op het zijn van een integraal onderdeel van het Star Wars-universum, maar op het creëren van iets nieuws binnen dat universum." Angie Han van The Hollywood Reporter prees de anthologieserie voor "een liefde voor Star Wars die zo diep gaat dat het zeker nieuwe fans zal maken van jongeren en niet-ingewijden, en oude fans eraan zal herinneren waarom ze in de eerste plaats zoveel houden van dit universum," en benadrukte The Duel en T0-B1 als bijzonder sterke afleveringen. Tyler Hersko van IndieWire prees de serie als "één van, zo niet de beste - televisie, film, of anderszins - die uit de franchise's tijd onder Disney's eigendom is gekomen," en noemde het "prachtig geanimeerd en slim geschreven" met "fenomenale" actiescènes. Mike Hale van The New York Times schreef dat de individuele films "eerder spelen als audities voor doorlopende series dan als organische gehelen," terwijl hij The Duel, T0-B1, Lop & Ocho, en Akakiri de meest interessante en opwindende films noemde, en de "handgemaakte schoonheid" en "visuele variëteit" van een anthologie opmerkte die "zowel een interculturele samenwerking als een wederzijds eerbetoon" bereikt. Brian Lowry van CNN noemde de korte films "opvallend" en merkte op dat "Star Wars: Visions inderdaad unieke en intrigerende visies laat zien, wat aangeeft dat er genoeg ruimte is om te experimenteren." Jake Kleinman van Inverse noemde Star Wars: Visions "een openbaring" en "Lucasfilm's beste nieuwe verhaal sinds de originele trilogie," en benadrukte The Twins als de beste film van het project. Juan Barquin van The A.V. Club prees de serie voor het aanwakkeren van "een soort eindeloze verwondering" en het opnieuw aanwakkeren van "een kind-achtige fascinatie voor Star Wars", terwijl hij T0-B1, The Twins, The Village Bride, Lop & Ocho, en Akakiri als uitblinkers noemde. Jordan Woods van The Harvard Crimson noemde The Ninth Jedi, Tatooine Rhapsody, en The Twins als de hoogtepunten, en noemde het project als geheel "Star Wars op zijn best: gedurfd, ambitieus, creatief, en, het belangrijkste, innovatief." Amon Warmann van Empire noemde Akakiri, T0-B1, The Duel en The Ninth Jedi de beste delen en beoordeelde hij de serie als geheel met 4 van de 5 sterren en concludeerde dat "de Melkweg ver, ver weg er nog nooit zo prachtig uit heeft gezien in animatie, en op zijn best vouwt Visions kernprincipes van Star Wars in meeslepende verhalen met personages waar je meteen meer van wilt zien. Laten we hopen dat dit niet het enige seizoen is dat we krijgen."
Naast de recensies bij de release werd Star Wars: Visions vervolgens uitgeroepen tot een van de beste animatieprojecten van 2021 door Paste Magazine, TheWrap, Polygon, Collider, Gizmodo, Anime News Network, /Film, Comic Book Resources, en Rotten Tomatoes. Het project werd bejubeld als een van de beste Star Wars titels in tien jaar of meer, en ook als wat de toekomst van de Star Wars-franchise zou moeten zijn.

## Afleveringen

### Seizoen 1
| Nr. | Titel | Regisseur        | Schrijver                       | Animatiestudio  | Releasedatum      |
| 1 | The Duel (Het Duel) Vertaling: "Dyueru" (Japans: デュエル)                                                | Takanobu Mizuno  | Takashi Okazaki                 | Kamikaze Douga  | 22 september 2021 |
| Het verhaal speelt zich af in een alternatieve geschiedenis, 20 jaar na een oorlog tussen het Feudal-Jedi Empire en een afvallige Jedi sekte genaamd de Sith, is er een eenzame zwerver, bekend als de "Ronin" is getuige van een legioen van voormalige stormtroopers die proberen een klein dorp te belegeren. De Ronin vecht tegen de leider van de bandieten, een zelfverklaarde Dark Lord of the Sith gewapend met een zwaar gemodificeerde lightsaber terwijl zijn droid de dorpelingen redt; de Ronin, een voormalige Sith, lokt de bandietenleider in een val en doodt haar. De Ronin, die rode kyberkristallen verzamelt van elke Sith die hij heeft gedood, besluit het kristal van de leider aan de dorpelingen te geven, met als argument dat het kwaad kan afweren. | |                  |                                 |                 |                   |
| Cast : Ronin (Japans: Masaki Terasoma; Engels: Brian Tee), Bandit Leader/Kouru (Japans: Akeno Watanabe; Engels: Lucy Liu), Village Chief (Japans: Yūko Sanpei; Engels: Jaden Waldman) | |                  |                                 |                 |                   |
| 2 | Tatooine Rhapsody Vertaling: "Tatuīn Rapusodi" (Japans: タトゥイーン・ラプソディ)                         | Taku Kimura      | Yasumi Atarashi                 | Studio Colorido | 22 september 2021 |
| Tijdens de Clone Wars probeert een Jedi Padawan genaamd Jay te ontsnappen aan de oorlog, maar stuit op een Hutt genaamd Gee. Gee biedt aan Jay in huis te nemen als hij de lead zanger wordt van Gee's rock band, Star Waver, en Jay accepteert dat aanbod. Jaren later, tijdens het bewind van het Galactische Rijk, worden de leden van Star Waver opgejaagd door de premiejager Boba Fett. Fett neemt uiteindelijk Gee gevangen en onthult dat Gee's familielid, Jabba the Hutt, hem wil executeren omdat Gee geen deel wil uitmaken van het misdaadsyndicaat van zijn familie. Jay inspireert de andere leden van Star Waver om naar Tatooine te gaan en te proberen Gee te redden; ze slagen erin Jabba ervan te overtuigen dat ze samen nog één liedje mogen spelen voor Gee's executie. Het liedje is geliefd bij het publiek van de executie, en Jabba spaart uiteindelijk Gee en wordt een sponsor van de band. | |                  |                                 |                 |                   |
| Cast : Jay (Japans: Hiroyuki Yoshino; Engels: Joseph Gordon-Levitt), Geezer (Japans: Kōsuke Gotō; Engels: Bobby Moynihan), Boba Fett (Japans: Akio Kaneda; Engels: Temuera Morrison), K-344 (Japans: Masayo Fujita; Engels: Shelby Young), Lan (Japans: Anri Katsu; Engels: Marc Thompson) | |                  |                                 |                 |                   |
| 3 | The Twins (De Tweeling) Vertaling: "Tsuinzu" (Japans: ツインズ)                                           | Hiroyuki Imaishi | Hiromi Wakabayashi              | Studio Trigger  | 22 september 2021 |
| In de nasleep van de nederlaag van het Keizerrijk beginnen de overblijfselen van het Keizerlijke leger met de bouw van twee aan elkaar gekoppelde Star Destroyers die een grote superlaser bevatten waarmee planeten kunnen worden vernietigd. Met behulp van Sith alchemie, zijn ze ook in staat om twee Force-gevoelige biologische tweelingen te maken, genaamd Karre en Am, die ze vervolgens trainen in de dark side van de Force. De tweeling wordt uiteindelijk de leider van het overblijfsel en willen hun superwapen gebruiken om de Nieuwe Republiek te vernietigen. Karre bekeerd zich echter op de dag dat het wapen zou worden afgevuurd, omdat hij een toekomstvisioen heeft over de dood van zijn zus; hij steelt ook het grote kyberkristal dat het superwapen van energie voorziet. Am confronteert Karre buiten de Star Destroyers in de ruimte en ze duelleren. Tijdens het gevecht wordt het kristal in tweeën gesplitst en Am gebruikt een stuk om een metalen exoskelet aan te drijven. Met behulp van zijn X-wing en de kracht van de hyperruimte, is Karre in staat om Am's deel van het kristal en de superlaser te vernietigen; hij crasht op Tatooine en zweert zijn zus te redden van de donkere kant. | |                  |                                 |                 |                   |
| Cast : Karre (Japans: Junya Enoki; Engels: Neil Patrick Harris), Am (Japans: Ryoko Shiraishi; Engels: Alison Brie), B-20N (Japans: Tokuyoshi Kawashima; Engels: Jonathan Lipow) | |                  |                                 |                 |                   |
| 4 | The Village Bride (De Dorpsbruid) Vertaling: "Mura no Hanayome" (Japans: 村の花嫁)                        | Hitoshi Haga     | Takahito Oonishi & Hitoshi Haga | Kinema Citrus   | 22 september 2021 |
| Jaren na de Grote Jedi Zuivering (The Great Jedi Purge), wordt een gevallen Jedi genaamd F naar een afgelegen planeet getrokken door een verkenner genaamd Valco. Valco legt uit dat bandieten oude Separatistische gevechts droids hebben geherprogrammeerd en een dorp gegijzeld houden; de dochter van het dorpshoofd Haru en haar verloofde Asu willen zich de volgende ochtend als onderpand aan de bandieten overgeven, terwijl Haru's zus Saku tegen de bandieten wil vechten. De volgende ochtend onthullen de bandieten dat ze Saku gevangen hebben genomen en haar proberen te executeren, maar F en Valco grijpen in en doden alle bandieten. F verlaat dan de planeet. | |                  |                                 |                 |                   |
| Cast : F (Japans: Asami Seto; Engels: Karen Fukuhara), Haru (Japans: Megumi Han; Engels: Nichole Sakura), Asu (Japans: Yuma Uchida; Engels: Christopher Sean), Valco (Japans: Takaya Kamikawa; Engels: Cary-Hiroyuki Tagawa), Izuma (Japans: Yoshimitsu Shimoyama; Engels: Andrew Kishino), Saku (Japans: Mariya Ise; Engels: Stephanie Sheh) | |                  |                                 |                 |                   |
| 5 | The Ninth Jedi (De Negende Jedi) Vertaling: "Kyūninme no Jedai" (Japans: 九人目のジェダイ)                | Kenji Kamiyama   | Kenji Kamiyama                  | Production I.G  | 22 september 2021 |
| Vele generaties nadat de Jedi Orde bijna uitgestorven is, nodigt Markgraaf Juro, de Jedi heerser van de planeet Hy Izlan, zeven Jedi uit in zijn luchttempel om lightsabers te ontvangen, waarvan het ontwerp verloren is gegaan in de tijd. Juro's droid schenkt het eerste lichtzwaard aan een Jedi genaamd Ethan, en belooft de andere Jedi dat ze hun lichtzwaard zullen ontvangen zodra ze af zijn. Op de oppervlakte van de planeet, vangen jagers die voor de Sith werken de sabersmid Lah Zhima. Zhima's dochter Kara, die ook Force-gevoelig is, ontsnapt met de voltooide lichtzwaarden (waaronder een voor haarzelf) en presenteert ze de lightsabers aan de Jedi. De zes Jedi die Ethan vergezellen, ontpoppen zich echter als Sith bedriegers, die de door Juro uitgenodigde Jedi hebben gedood en zich als hen kwamen voordoen om ook Juro te vermoorden. Juro (die de hele tijd vermomd was als zijn droid), Ethan, en Kara vechten en doden vijf van de Sith; maar sparen de zesde, Homen, die een oude vriend van Juro blijkt te zijn (en de enige overlevende van de zes Jedi die de Sith gedood hebben) die gecorrumpeerd was door de donkere kant, maar nu teruggekeerd is naar het licht. Ethan, Kara en Homen sluiten zich aan bij Juro's nieuwe Jedi Orde en bereiden zich voor om Zhima te redden, die wordt vastgehouden op een door de Sith gecontroleerde planeet. | |                  |                                 |                 |                   |
| Cast : Lah Kara (Japans: Chinatsu Akasaki; Engels: Kimiko Glenn), Margrave Juro (Japans: Tetsuo Kanao; Engels: Andrew Kishino), Homen (Japans: Hinata Tadokoro; Engels: Patrick Seitz), Lah Zhima (Japans: Shin-ichiro Miki; Engels: Simu Liu), Ethan (Japans: Hiromu Mineta; Engels: Masi Oka), Roden (Japans: Kazuya Nakai; Engels: Greg Chun), Niizo (Japans: Rina Satō; Engels: Eva Kaminsky), Narrator (Japans: Akio Ōtsuka; Engels: Neil Kaplan), Hen Jin (Japans: Daisuke Hirakawa; Engels: Michael Sinterniklaas), Hanbei (Japans: Jin Urayama; Engels: Adam Sietz), Toguro (Japans: Ryota Takeuchi; Engels: Kyle McCarley) | |                  |                                 |                 |                   |
| 6 | T0-B1 (Japans: T0-B1)                                                                                     | Abel Góngora     | Yuichiro Kido                   | Science SARU    | 22 september 2021 |
| Kort na de Grote Jedi Zuivering (The Great Jedi Purge), leeft een droid genaamd T0-B1 (Tobi) op een verlaten planeet met zijn armloze schepper Professor Mitaka, en droomt ervan een Jedi Ridder te worden. Op een dag vertelt Mitaka hem dat om een Jedi te worden, hij een kyber kristal moet vinden, zodat hij een lichtzwaard kan smeden. T0-B1 doorzoekt de planeet, maar vindt niets. Hij negeert Mitaka's bevel om nooit in zijn kelder te komen, ontdekt een starship, en zendt per ongeluk een signaal uit dat een Sith inquisiteur op hun aanwezigheid attendeert. Mitaka onthult dat hij een voormalige Jedi is en verbergt zowel T0-B1 als zijn oude lichtzwaard handvat. Wanneer T0-B1 zijn schuilplaats verlaat, ontdekt hij dat de inquisiteur Mitaka's lab heeft geplunderd en hem heeft gedood. T0-B1 zet zijn onderzoek voort en terravormt met succes de planeet, maar wordt geconfronteerd met de Inquisiteur. Bij het repareren van Mitaka's lichtzwaard, blijkt T0-B1 te worden aangedreven door een kyber kristal en ontworpen door Mitaka om de Force te kunnen hanteren, en door het lichtzwaard te ontsteken, doodt hij de Inquisiteur in een duel. Daarna verlaat hij de planeet om het heelal te verkennen en Mitaka's nalatenschap hoog te houden. | |                  |                                 |                 |                   |
| Cast : T0-B1 (Japans: Masako Nozawa; Engels: Jaden Waldman), Mitaka (Japans: Tsutomu Isobe; Engels: Kyle Chandler) | |                  |                                 |                 |                   |
| 7 | The Elder (De Oudere) Vertaling: "Erudā" (Japans: エルダー)                                               | Masahiko Otsuka  | Masahiko Otsuka                 | Studio Trigger  | 22 september 2021 |
| Eeuwen na de dood van Darth Bane en het uitsterven van de Sith, worden Tajin en zijn Padawan Dan op verkenningstocht gestuurd naar de Outer Rim wanneer Tajin een verstoring in de Force voelt. Ze landen op een geïsoleerde planeet en komen aan in een afgelegen dorp, waar ze horen over een mysterieuze oudere man die op de bergtop is geklommen. Dan volgen ze het spoor van de Oudere en ontmoeten ze de man, die zich ontpopt als een voormalige Sith die de orde verliet voordat deze uiteenviel. De Oudere verwondt Dan, en Tajin arriveert om met de Oudere te vechten. Tajin slaagt er ternauwernood in de Oudere te doden, die uiteenvalt in een rotsachtig sediment en een explosie tot ontploffing brengt die zijn schip vernietigt terwijl hij sterft. Als ze het dorp verlaten nadat Dan is hersteld, vertelt Tajin aan Dan dat een Jedi zijn betekent dat je goedhartig moet zijn, zodat je niet eindigt als de Oudere. | |                  |                                 |                 |                   |
| Cast : Tajin (Japans: Takaya Hashi; Engels: David Harbour), The Elder (Japans: Kenichi Ogata; Engels: James Hong), Dan (Japans: Yuichi Nakamura; Engels: Jordan Fisher) | |                  |                                 |                 |                   |
| 8 | Lop and Ochō (Lop en Ocho) Vertaling: "Norausa Roppu to Hizakura Ochō" (Japans: のらうさロップと緋桜お蝶) | Yuki Igarashi    | Sayawaka                        | Geno Studio     | 22 september 2021 |
| Tijdens de heerschappij van het Keizerrijk ontsnapt een konijnachtige buitenaardse slavin genaamd Lop aan haar gevangennemers op de planeet Tau en wordt ontdekt door de clanleider van de planeet Yasaburo en zijn dochter Ochō, die de laatste ervan overtuigt om Lop als zijn dochter te adopteren. Zeven jaar later heeft het Keizerrijk hun planeet bezet en exploiteert deze voor haar natuurlijke rijkdommen; Yasaburo wil het Keizerrijk van hun planeet verdrijven, terwijl Ochō met het Keizerrijk wil samenwerken. Nadat ze er niet in slaagt Yasaburo te overtuigen zich bij haar aan te sluiten, neemt Ochō dienst bij de keizerlijke marine, ondanks de protesten van Lop. Met Ochō weg, geeft Yasaburo de familieschat, een oude lightsaber gegeven aan hun voorouders en doorgegeven van generatie op generatie, door aan de Force-gevoelige Lop, en vertrekt om Ochō te confronteren. Ochō verblindt Yasaburo in een gevecht, maar Lop arriveert en verwondt Ochō, die gedwongen is te vluchten. Lop zweert vervolgens Ochō naar huis terug te brengen. | |                  |                                 |                 |                   |
| Cast : Lop (Japans: Seiran Kobayashi; Engels: Anna Cathcart), Ochō (Japans: Risa Shimizu; Engels: Hiromi Dames), Yasaburo (Japans: Tadahisa Fujimura; Engels: Paul Nakauchi), Imperial Officer (Japans: Taisuke Nakano; Engels: Kyle McCarley) | |                  |                                 |                 |                   |
| 9 | Akakiri (Japans: 赤霧)                                                                                    | Eunyoung Choi    | Yuichiro Kido                   | Science SARU    | 22 september 2021 |
| Voordat de Sith voor het eerst uitsterven, herenigt een Jedi genaamd Tsubaki, die lijdt aan visioenen van een onbekend individu dat voor zijn ogen sterft, zich met zijn oude liefde Misa, een prinses die ten val is gebracht door haar tante Masago, die de dark side aanhangt. Met de hulp van gidsen Senshuu en Kamahachi, banen Tsubaki en Misa zich een weg naar het koninklijk paleis. Masago vangt Tsubaki's vrienden en overmeestert hem, waarna ze hem probeert over te halen om bij haar in de leer te gaan. Wanneer Tsubaki weigert, vallen Masago's gemaskerde handlangers hem aan; Tsubaki doodt hen, maar doodt per ongeluk ook Misa, gekleed in hun uniform, net zoals hij had voorzien. Volledig gebroken stemt Tsubaki toe zich bij Masago aan te sluiten, en een dyade te vormen om Misa te doen herrijzen. | |                  |                                 |                 |                   |
| Cast : Tsubaki (Japans: Yū Miyazaki; Engels: Henry Golding), Misa (Japans: Lynn; Engels: Jamie Chung), Senshuu (Japans: Chō; Engels: George Takei), Kamahachi (Japans: Wataru Takagi; Engels: Keone Young), Masago (Japans: Yukari Nozawa; Engels: Lorraine Toussaint) | |                  |                                 |                 |                   |

### Seizoen 2
| Nr. | Titel                                                                       | Regisseur                      | Schrijver                                               | Animatiestudio             | Releasedatum |
| 10 | Sith                                                                        | Rodrigo Blaas                  | Rodrigo Blaas                                           | El Guiri                   | 4 mei 2023   |
| Cast : Lola (Úrsula Corberó), Sith Master (Luis Tosar) |                                                                             |                                |                                                         |                            |              |
| 11 | Screecher's Reach                                                           | Paul Young                     | Will Collins & Jason Tammemägi                          | Cartoon Saloon             | 4 mei 2023   |
| Cast : Daal (Eva Whittaker), Baython (Alex Connolly), Quinn (Noah Rafferty), Keena (Molly McCann), Sith Mother (Anjelica Huston), Ghost (Niamh Moyles) |                                                                             |                                |                                                         |                            |              |
| 12 | In the Stars                                                                | Gabriel Osorio                 | Gabriel Osorio                                          | Punkrobot                  | 4 mei 2023   |
| Cast : Koten (Valentina Muhr), Tichina (Julia Oviedo), Officer (Engels: Kate Dickie, Latijns-Amerikaans Spaans: Amparo Noguera) |                                                                             |                                |                                                         |                            |              |
| 13 | I Am Your Mother                                                            | Magdalena Osinska              | Magdalena Osinsaka, Holly Walsh & Barunka O'Shaughnessy | Aardman                    | 4 mei 2023   |
| Cast : Kalina Kalfus (Maxine Peake), Annisoukaline "Anni" Kalfus (Charithra Chandran), Dorota Van Reeple (Daisy Haggard), Julan Van Reeple (Bebe Cave), Wedge Antilles (Denis Lawson), de robot uit de Wallace and Gromit short A Grand Day Out verschijnt als een achtergrond personage. |                                                                             |                                |                                                         |                            |              |
| 14 | Journey to the Dark Head Vertaling: (Koreaans: 어둠의 머리를 벨 수 있다면)) | Hyeong Geun Park               | Chung Se Rang                                           | Studio Mir                 | 4 mei 2023   |
| Cast : Ara (Koreaans: Jang Ye Na; Engels: Ashley Park), Toul (Koreaans: Lee Kyung Tae; Engels: Eugene Lee Yang), Bichan (Koreaans: Yun Yong Sik; Engels: Daniel Dae Kim), Interpreter (Koreaans: Chwang Kwang; Engels: Albert Kong), Master Leesagum and Shopkeeper (Koreaans: Shin Young Woo; Engels: Greg Chun), Training Partner (Koreaans: Lim Chae Hon; Engels: Greg Chun), Master Duta (Koreaans: Choi Soo Min; Engels: Jonella Landry), Master Moru (Koreaans: Lee So Young; Engels: Judy Alice Lee) |                                                                             |                                |                                                         |                            |              |
| 15 | The Spy Dancer                                                              | Julien Chheng                  | Julien Chheng                                           | Studio La Cachette         | 4 mei 2023   |
| Cast : Loi'e (Camille Cottin), Jon (Lambert Wilson), Hétis (Kaycie Chase), The Officer (Rudi-James Jephcott), Mee'ma (Barbara Weber-Scaff), Verschillende stemmen (Bruce Edward Sheffield, Taylor Gasman) |                                                                             |                                |                                                         |                            |              |
| 16 | The Bandits of Golak                                                        | Ishan Shukla                   | Ishan Shukla                                            | 88 Pictures                | 4 mei 2023   |
| Cast : Charuk (Suraj Sharma), Rani (Sonal Kaushal), Inquisitor (Neeraj Kabi), Rugal (Lillete Dubey), Maghadi and Scavenger (Sahil Vaid), Conductor, Jangori Leader, and Dhoona (Sumanto Ray), Helper (Rajeev Raj), Stormtrooper (Aviral Kumar), Stormtrooper and Alien (Ish Thakkar), Stormtrooper and Alien (Additya Sharma), Crowd (Shivani Darbari) |                                                                             |                                |                                                         |                            |              |
| 17 | The Pit                                                                     | LeAndre Thomas en Justin Ridge | LeAndre Thomas                                          | D'Art Shtajio en Lucasfilm | 4 mei 2023   |
| Cast : Crux (Daveed Diggs), Eureka (Anika Noni Rose), Livy (Jordyn Curet), Old Prisoner (Cedric Yarbrough), Commander (Steven Blum), Stormtroopers (Matthew Wood) |                                                                             |                                |                                                         |                            |              |
| 18 | Aau's Song                                                                  | Nadia Darries en Daniel Clarke | Nadia Darries en Daniel Clarke                          | Triggerfish                | 4 mei 2023   |
| Cast : Aau (Mpilo Jantjie), Aau's Singing (Dineo Du Toit), Abat (Tumisho Masha), Kratu (Cynthia Erivo), Attu (Faith Baloyi) |                                                                             |                                |                                                         |                            |              |

## Nederlandse stemmen

### Seizoen 1
De Nederlandse versie van het eerste seizoen werd geregisseerd door Florus van Rooijen, vertaald door Frans Limburg en geproduceerd door Dennis Breedveld bij SDI Media.
- Aflevering 1 - Het Duel:
  - Ronin - Jelle Amersfoort
  - Bandiet - Kok-Hwa Lie
  - Bendeleider - Meghna Kumar
  - Herbergier - Fred Meijer
  - Trandoshan wachter - Huub Dikstaal
- Aflevering 2 - Tatooine Rhapsody
  - Jay - Jip Bartels
  - Geezer - Simon Zwiers
  - Kurti - Nola Klop
  - Lan - Joey Schalker
  - Boba Fett - Jim de Groot
- Aflevering 3 - De Tweeling:
  - Karre - Lucas van den Elshout
  - Am - Laura Osinga
  - B-2ON - Jürgen Theuns
  - Stormtrooper - Jim de Groot
- Aflevering 4 - De dorpsbruid:
  - Haru - Nola Klop
  - F - Anneke Beukman
  - Asu - Has Drijver
  - Izuma - Marcel Jonker
- Aflevering 5 - De Negende Jedi:
  - Kara - Venna van den Bosch
  - Ethan - Boyan van der Heijden
  - Juro - Fred Meijer
  - Roden - Trevor Reekers
  - Zhima - Edward Reekers

- Aflevering 6 - T0-B1:
  - T0-B1 - Jip Bartels
  - Mitaka - Ruud Drupsteen
  - Inquisitor - Simon Zwiers
  - Stormtrooper - Jim de Groot
- Aflevering 7 - De Oudere:
  - Dan - Juliann Ubbergen
  - Tajin - Yaron Mesika
  - Wijze (The Elder) - Ruud Drupsteen
- Aflevering 8 - Lop en Ocho:
  - Lop - Ayana Visser
  - Yasaburo - Marcel Jonker
  - Ocho - Laura Osinga
  - Imperial Officer - Frans Limburg
  - Voice-over - Ad Knippels
  - Old Henchman - Ruud Drupsteen
- Aflevering 9 - Akakiri:
  - Tsubaki - Trevor Reekers
  - Misa - Nola Klop
  - Senshuu - Fred Meijer
  - Kamahachi - Thijs van Aken
  - Masago - Joanne Telesford
  - Master - Marcel Jonker

### Seizoen 2
De Nederlandse versie van het tweede seizoen werd geregisseerd door Dimitri Stolk, vertaald door Hein Gerrits, gemixt door Ramon Strien en geproduceerd door Marlous Levert-Baljet in samenwerking met Pixelogic Media.
- Aflevering 10 - Sith
  - Lola - Daisy Duin
  - Meester - Victor van Swaay
- Aflevering 11 - Screecher's Reach
  - Daal - Priscilla Knetemann
  - Baython - Ricardo Blei
  - Keena - Sarai Geerking
  - Quinn - Luca van Ammers
- Aflevering 12 - In de sterren
  - Tichina - Daysha Ligeon
  - Koten - Channah Hewitt
- Aflevering 13 - Ik ben je moeder
  - Kalina - Ine Kuhr
  - Anni - Tess van de Hoef
  - Julan - Sarah Nauta
  - Wedge Antilles - Jelle Amersfoort
  - Dorota - Renée van Wegberg
- Aflevering 14 - Reis naar het Duistere Hoofd
  - Toul - Jonathan Demoor
  - Bichan - Kevin Hassing
  - Ara - Floortje van den Akker

- Aflevering 15 - De dansende spion
  - Loie - Joanne Telesford
  - Hetis - Channah Hewitt
  - De Officier - Nigel Brown
  - Jon - Sander de Heer
- Aflevering 16 - De Bandieten van Golak
  - Rani - Daysha Ligeon
  - Charuk - Ricardo Blei
- Aflevering 17 - De groeve
  - Crux - Eliyha Altena
  - Livy - Sarai Geerking
  - Commandant - Jelle Amersfoort
  - Stormtrooper - Charly Luske
- Aflevering 17 - Het lied van Aau
  - Aau - Daysha Ligeon
  - Abat - Emmanuel Ohene Boafo
  - Kratu - Anne Appelo